# Mychajło Biełych
Mychajło Arkadijowycz Biełych, ukr. Михайло Аркадійович Бєлих, ros. Михаил Аркадьевич Белых, Michaił Arkadjewicz Biełych (ur. 23 grudnia 1958 w Krasnym Łuczu, w obwodzie ługańskim, Ukraińska SRR, zm. 29 lipca 1997 w Hradyźku, w obwodzie połtawskim, Ukraina) – ukraiński piłkarz, grający na pozycji pomocnika, trener piłkarski.

## Kariera piłkarska
W 1980 rozpoczął karierę piłkarską w drużynie rezerw Zorii Woroszyłowgrad. W 1981 został piłkarzem klubu Stachanoweć Stachanow, który występował w II lidze ZSRR. W 1986 po spadku klubu do rozgrywek amatorskich, przeniósł się do Sudnobudiwnyka Mikołajów, ale po roku powrócił do Stachanowca. W 1989 został zaproszony do Krzemieńczuka, gdzie bronił barw klubu Kremiń Krzemieńczuk, a w latach 1990-1994 zespołów futsalu Syntez Krzemieńczuk i Wodejar Krzemieńczuk. W 1994 zakończył karierę piłkarza.

## Kariera trenerska
Po zakończeniu kariery piłkarza rozpoczął pracę szkoleniowca. Najpierw trenował Naftochimik Krzemieńczuk, dokąd zaprosił jego były kolega z Syntezu Iwan Szepełenko, który był Prezesem Naftochimika. Latem 1996 klub został rozformowany, a trener wkrótce w lipcu 1996 stał na czele klubu Kremiń Krzemieńczuk, który prowadził do czerwca 1997.
29 lipca 1997 zginął w wypadku samochodowym w Hradyźku w wieku 38 lat.

## Sukcesy i odznaczenia

### Sukcesy piłkarskie
Syntez Krzemieńczuk
- brązowy medalista Mistrzostw ZSRR: 1990